# Université d'Aberdeen
L'université d'Aberdeen est une université britannique fondée en 1495 à Aberdeen en Écosse qui fait partie des ancient universities. Cette université est ainsi la troisième plus ancienne université d'Écosse et la cinquième plus ancienne du Royaume-Uni ainsi que du monde anglo-saxon.
L'université moderne a été créée en 1860 par la fusion de deux « ancient universities »: King's College, situé dans le Old Aberdeen et le Marischal College, fondé en 1593 et situé dans la nouvelle ville d'Aberdeen. L'université est profondément imbriquée dans la ville, notamment grâce aux nombreux bâtiments emblématiques du King's College qui dominent le Old Aberdeen. L'université d'Aberdeen possède une grande communauté d'étudiants internationaux venus de 120 pays différents. Avec plus de 650 diplômes de premier cycle, l'université jouit d'une excellente réputation académique et ses laboratoires de recherche sont reconnus dans le monde entier pour leur qualité.
Au cours de son histoire séculaire, l'université d'Aberdeen a accueilli de nombreuses figures intellectuelles emblématiques des Lumières écossaises et de l'époque moderne, comme le physicien James Clerk Maxwell, Thomas Reid, le fondateur de l'école écossaise du sens commun, les philosophes Robert Adamson et Alexander Bain, ou encore le théologien William Robinson Clark. Cinq lauréats d'un prix Nobel sont associés à l'université.

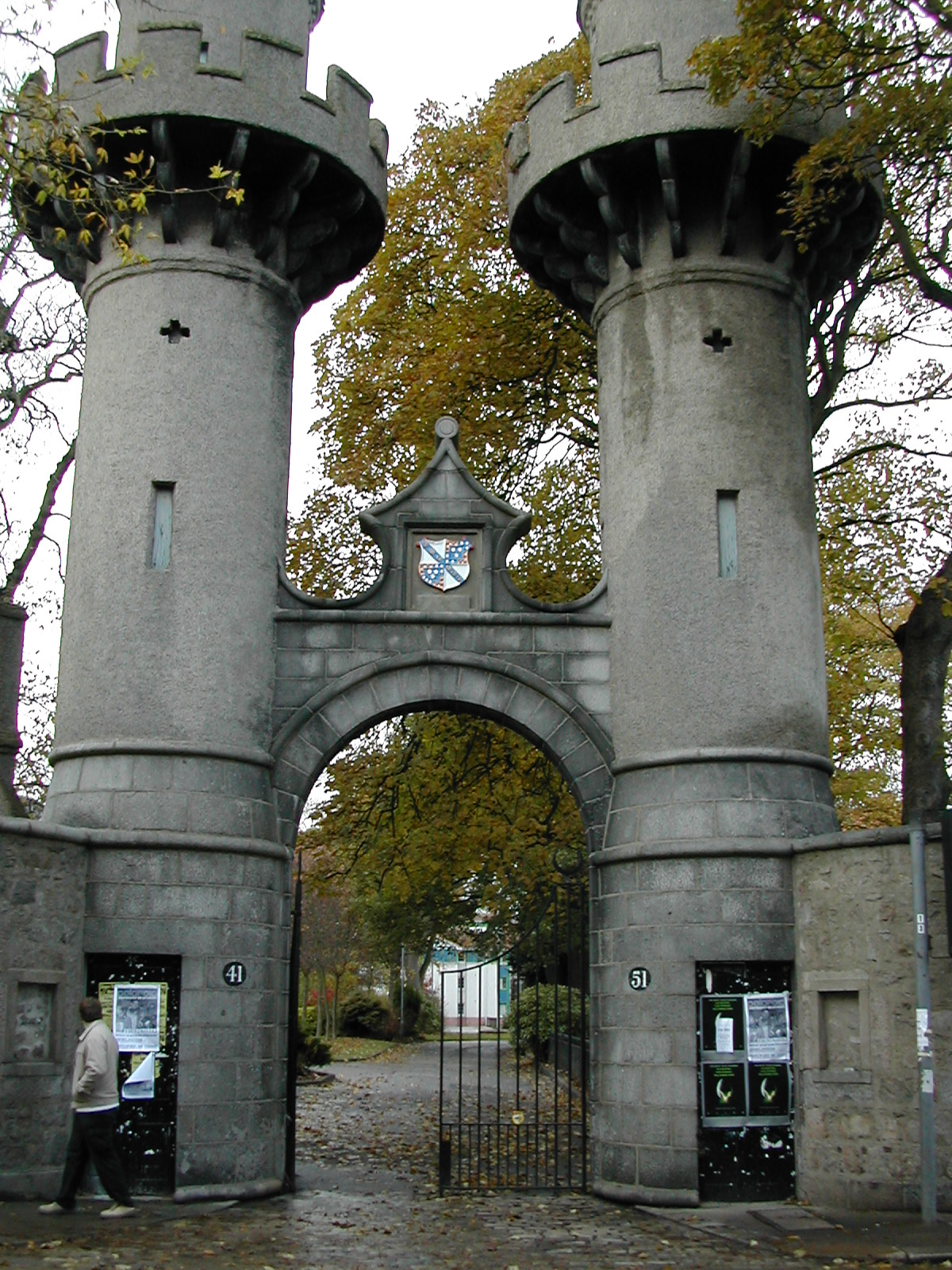
L'une des portes d'entrée de l'université d'Aberdeen.

## Histoire
La toute première université à Aberdeen, King's College, fut fondée en février 1495 par William Elphinstone, archevêque d'Aberdeen. Elle s'appelait initialement St. Mary's College. En avril 1593, une seconde université, Marischal College, fut fondée par George Keith, le cinquième Earl Marischal. On dit souvent que ce dernier souhaitait une institution protestante en plus de King's College mais King's étant pourtant déjà protestante depuis 1569. Il est possible que la fondation d'une autre université à Fraserburgh en 1592 en soit plutôt la raison. Son fondateur, Sir Alexander Fraser, était un homme d'affaires rival de Marischal. Les deux universités à Aberdeen ont fusionné le 15 septembre 1860 en accord avec le Universities Act de 1858, qui a également créé une école de médecine à Marischal. En 1858, un acte du parlement a décrété que la nouvelle université unifiée devait prendre son rang au sein des universités d'Écosse avec la même date de création que King's College.

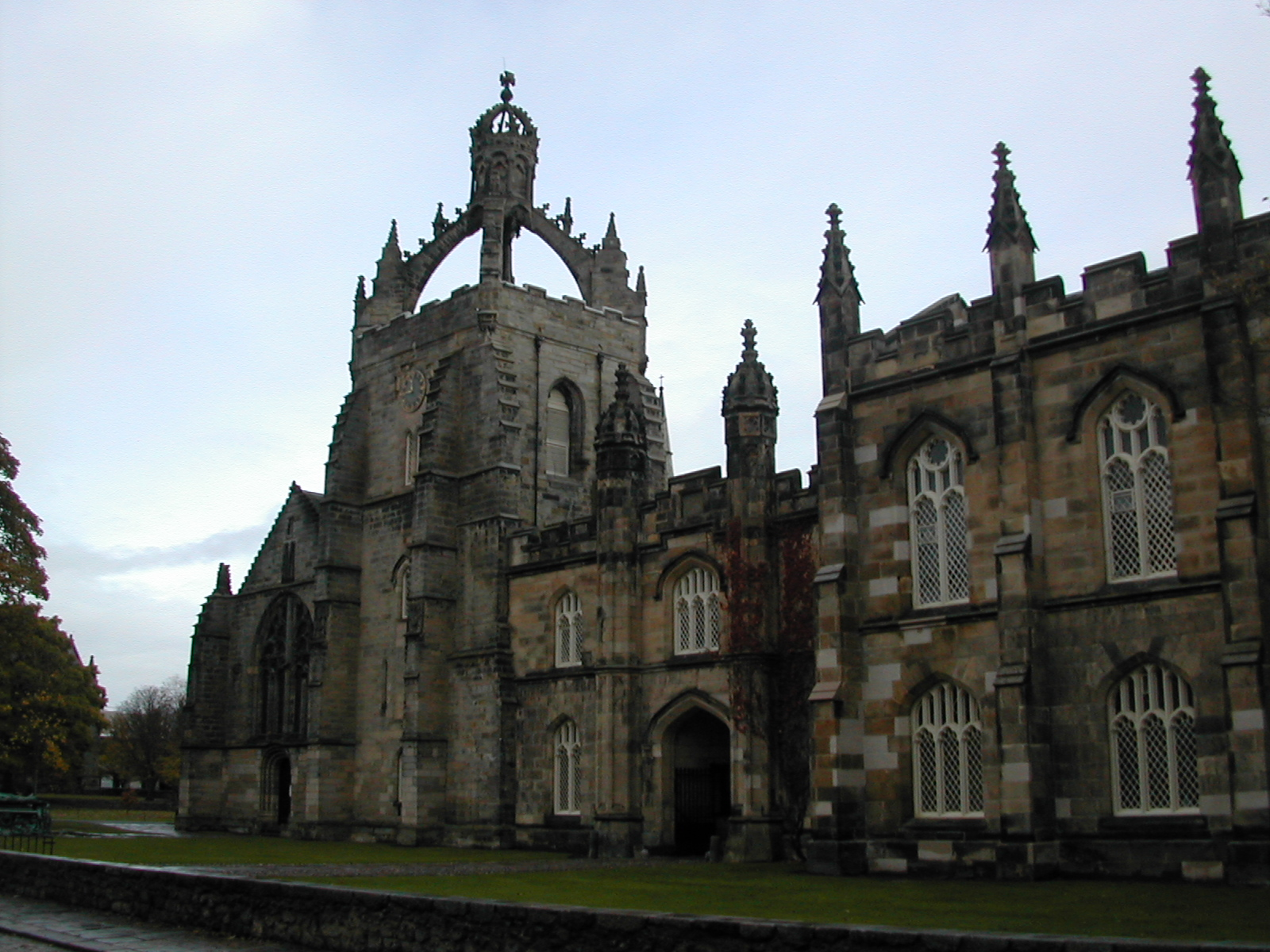
Le King's College.

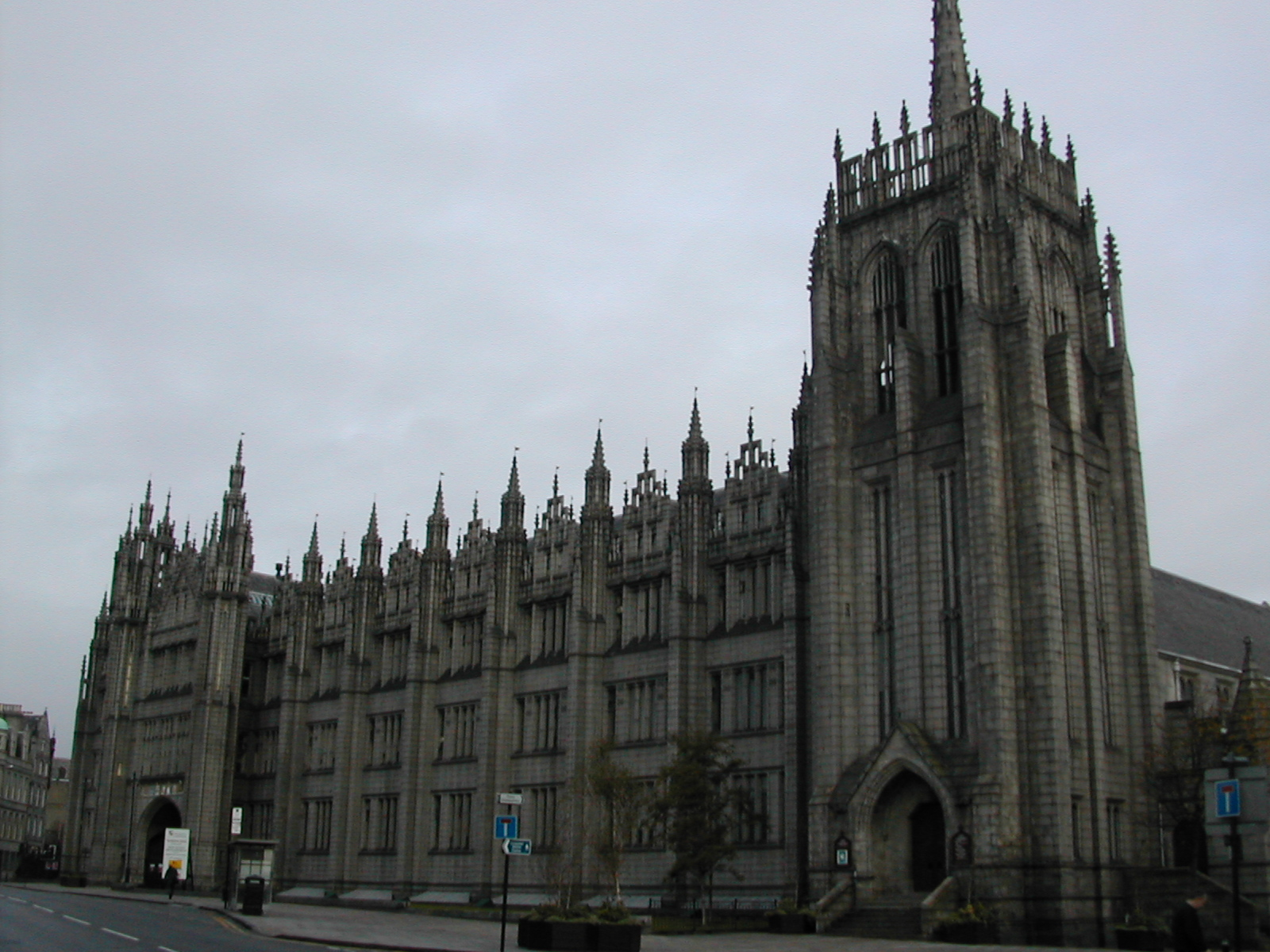
Le Marischal College.

## Composition de l'université
Pour l'année universitaire 2000 - 2001, l'université comptait 13 278 étudiants dont 9 906 en premier cycle (undergraduates) et 3 012 en deuxième cycle (postgraduates). L'université offre plus de 630 programmes en premier cycle et plus de 90 en deuxième cycle. À la suite des réformes, l'université compte dorénavant trois colleges : le College d'arts et sciences sociales, le College de sciences de la vie et médecine et le College de sciences physiques.
College d'arts et sciences socialesthéologie, histoire et philosophie, éducation, langues et littérature, droit, sciences sociales, commerce
College de sciences de la vie et médecineBiologie, sciences médicales, médecine, psychologie
College de sciences physiquessciences de l'ingénieur et sciences physiques, géosciences
Une immense bibliothèque de dix étages, la Sir Duncan Rice Library, a été conçue en 2011 pour réduire au maximum ses coûts de fonctionnement et sa consommation d'énergie. Constituée d'un motif irrégulier de panneaux isolants, la façade est conçue pour "miroiter pendant la journée et resplendir délicatement la nuit", d'après ses architectes. 14 000 étudiants fréquentent la bibliothèque qui comporte plus de 250 000 livres et manuscrits. Ses 15 000 m2 d'espace au sol comprennent 1 200 zones de lecture, ainsi que des archives, des collections historiques et une salle réservée aux livres rares.

### Relations internationales
L'université est membre de l’Université de l'Arctique. UArctic est un réseau international d’universités, d’instituts de recherche et d’organisations ayant pour but de promouvoir, coordonner et soutenir la recherche ainsi que l’éducation en régions arctiques.

## Scientométrie
L'université est systématiquement classée parmi les 150 meilleures universités du monde et elle est mondialement reconnue dans les domaines du droit, des sciences naturelles et de la technologie[réf. nécessaire].

## Personnalités liées à l'université

### Professeurs

#### Prix Nobel
- George Paget Thomson, prix Nobel de physique en 1937 : professeur de physique à Aberdeen entre 1922 et 1930 pour ses travaux sur la diffraction des électrons par les cristaux.
- John James Richard Macleod, prix Nobel de médecine en 1923, conjointement avec Frederick Banting, pour leurs travaux sur le traitement du diabète par l'insuline.
- John Boyd Orr, prix Nobel de la paix en 1949, directeur du Rowett Institute, professeur d'agronomie de 1942 à 1945, pour sa contribution à la lutte contre la faim dans le monde.
- Frederick Soddy, prix Nobel de chimie en 1921, professeur de chimie de 1914 à 1919, pour ses travaux sur « les substances radioactives, et ses recherches à propos de l'origine et le nature des isotopes ».
- Richard Laurence Millington Synge, prix Nobel de chimie en 1952, membre du Rowett Institute de 1948 à 1967, pour l'invention de la chromatographie de partage.

### Étudiants
- Faridah Àbíké-Íyímídé, romancière
- Robert Adamson, photographe
- Stephen Carter, homme politique écossais
- Alistair Darling, secrétaire du Trésor puis chancelier de l'Échiquier du Royaume-Uni (2007-2010)
- Alex Kapranos, leader du groupe Franz Ferdinand
- James Legge, sinologue
- John James Richard Macleod, prix Nobel de physiologie ou médecine
- Sir Patrick Manson, médecin et « père de la médecine tropicale »
- Thomas Reid, philosophe
- Jon S. Baird, réalisateur et scénariste